# Dholak

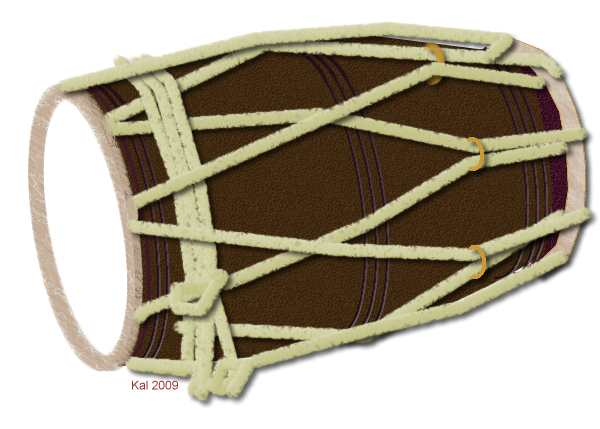
Dholak

Dholak bezeichnet eine Gruppe von zweifelligen Röhrentrommeln meist in Fassform, die in Nordindien, Pakistan, Afghanistan und Nepal verbreitet sind. Die dholak ist kleiner als die mit Stöcken geschlagene dhol.

## Herkunft und Verbreitung
Die dholak gehören zu einem weitverbreiteten Typ von vorderorientalischen Trommeln (arabisch allgemein tabl). In Afghanistan heißt das von Paschtunen gespielte Instrument doholak. In Indien gab es unabhängig von den mittelalterlichen orientalischen Kultureinflüssen bereits im 1. Jahrtausend v. Chr. mehrere unterschiedliche Trommeltypen. Die Doppelkonusform, eine Sonderform der Röhrentrommel, die sich von den Fasstrommeln unterscheidet, kommt dagegen fast nur im indischen Raum vor. Hierzu gehören unter anderem in Indien die mridangam, die pakhawaj, die maddale und die pung sowie die nepalesische pashchima. 

## Bauform und Spielweise
Der Korpus besteht aus einem länglichen bauchigen Holzblock aus einem Stück. Die Felle sind mit einer Y-Schnurspannung oder mit einem Schraubmechanismus über den Korpus gespannt und können in ersterem Fall mit Ringen gestimmt werden. Das Bassfell kann innen mit einer Stimmpaste versehen sein, um den Ton tiefer zu machen. 
Beim Spiel liegt die dholak quer vor dem Spieler auf dem Schoß, das tiefere Fell links. Sie wird mit den Händen und Fingern geschlagen. Manche Spieler verwenden auch einen Fingerring, um damit auf dem Holzkorpus ein Klick zu erzeugen. 
Die dholak wird im Qawwali und anderen devotionalen oder unterhaltenden nordindischen Musikstilen, darunter zusammen mit der Halslaute kamaica in der Volksmusik der Manganiyar in Rajasthan, sowie in der indischen Filmmusik verwendet. 
Eine im Durchmesser etwas kleinere Version ist die dholki. Bei manchen Versionen der dholki wird als wesentlicher Unterschied das höhere Fell über einen Eisenring gezogen, der seitlich über den Korpusrand hinausragt. Er ähnelt den Holzringen der südindischen Sanduhrtrommel idakka. Die dholki wird unter anderem in der vom klassischen Tappa beeinflussten Gesangsform Lavani und beim Volkstheater Tamasha eingesetzt, die beide in Maharashtra verbreitet sind. Die Schauspielertruppen des Tamasha heißen dholki-bari.
Bei den indischen Gemeinden in der Karibik begleitet ein Trio aus Harmonium, dholak und dem Eisenstab dhantal den Gesang von Bhajans und anderen indo-karibischen Musikgenres.